# SP-373
A SP-373 é uma rodovia transversal do estado de São Paulo, administrada pelo Departamento de Estradas de Rodagem do Estado de São Paulo (DER-SP) e pela concessionária Tebe.

## Denominações
Recebe as seguintes denominações em seu trajeto:
Nome:	Genoveva Lima de Carvalho Dias, Dona, Rodovia
- De - até:	SP-351 (Morro Agudo) - Jaborandi
- Legislação:	LEI 5..524 DE 16/01/87

Nome:	Antonio Bruno, Rodovia
- De - até:	Jaborandi - Colina
- Legislação:	LEI 4.767 DE 16/10/85

Nome:	José Marcelino de Almeida (Juca de Almeida), Rodovia
- De - até:	Colina - SP-322 (Severínia)
- Legislação:	LEI 3.026 DE 15/10/81

## Descrição
Principais pontos de passagem: SP 351 (Morro Agudo) - Jaborandi - Colina - SP 326 - SP 322 (Severínia)

## Características

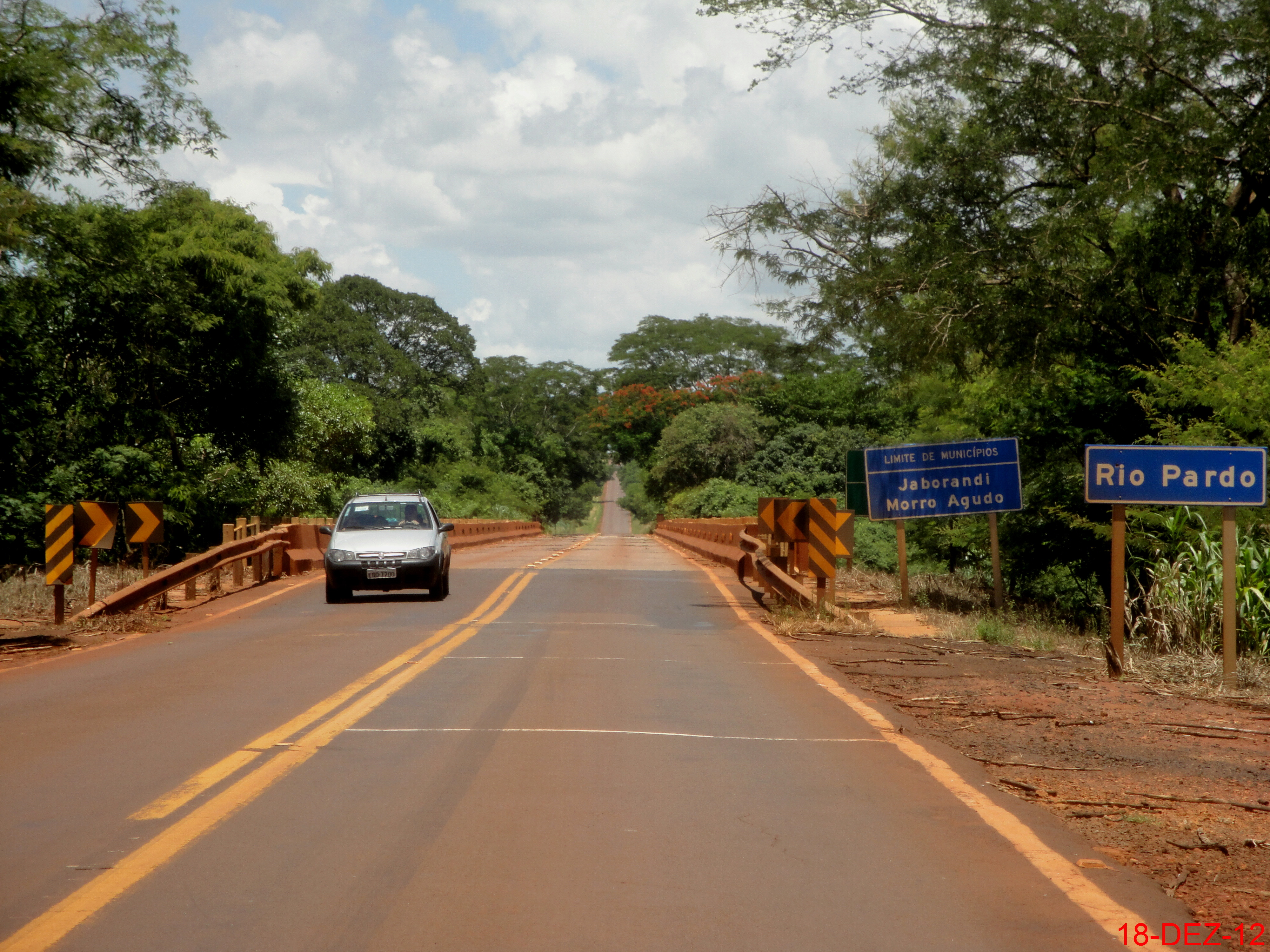
Trecho da SP-373 na divisa dos municípios de Morro Agudo e Jaborandi.

### Extensão
- Km Inicial: 103,900
- Km Final: 189,030

### Localidades atendidas
- Morro Agudo
- Santo Inácio dos Vieiras
- Jaborandi
- Colina
- Severínia